# Rabeeah Brennan
Rabeeah Brennan (tiếng Ả Rập: ربيعة برنان) là một ngôi làng Syria nằm ở Sinjar Nahiyah ở huyện Maarrat al-Nu'man, Idlib. Theo Cục Thống kê Trung ương Syria (CBS), Rabeeah Brennan có dân số 213 trong cuộc điều tra dân số năm 2004.